# زیو بن شیمون هالوی
زیو بن شیمون هالوی (انگلیسی: Z'ev ben Shimon Halevi; ۸ ژانویهٔ ۱۹۳۳ – ۲۱ سپتامبر ۲۰۲۰) مؤلف، آموزگار اهل بریتانیا بود. نویسنده کتاب‌هایی درباره سنت تولدانو کابالا، معلم این رشته، با پیروانی در سراسر جهان، و یکی از اعضای مؤسس جامعه کابالا بود.